# نبرد سوداگران
نبرد سوداگران (نویسه‌های چینی ساده‌شده: 毒战؛ نویسه‌های چینی سنتی: 毒戰) یک فیلم اکشن و دلهره‌آور محصول سال ۲۰۱۲ به کارگردانی و تهیه‌کنندگی جانی تو است. در این فیلم سون هونگ‌لی در نقش کاپیتان پلیس ژانگ بازی می‌کند که پس از دستگیری چوی با یک قاچاقچی به نام تیمی چوی (لوئیس کو) شریک می‌شود. برای اجتناب از مجازات اعدام، چوی موافقت می‌کند که اطلاعاتی در مورد حلقه مت‌آمفتامین شرکای خود فاش کند. ژانگ شروع به شک و تردید در مورد صداقت چویی می‌کند زیرا پلیس شروع به حمله به حلقه مواد مخدر می‌کند و …

## انتشار و گیشه
این فیلم برای اولین بار در جشنواره فیلم رم در ۱۵ نوامبر ۲۰۱۲ به نمایش درآمد. این فیلم دومین «فیلم غافلگیرکننده» آسیایی در جشنواره بود که اولین آن بازگشت به ۱۹۴۲ بازمی‌گردد. این فیلم در ۲ آوریل ۲۰۱۳ در چین اکران شد و ۱۳٫۰۷۰٫۰۰۰ دلار آمریکا برای هفته افتتاحیه به دست آورد و در جایگاه سوم باکس آفیس قرار گرفت. این فیلم در مجموع ۲۳٫۱۸۰٫۰۰۰ دلار در چین فروخت. این فیلم در ۱۸ آوریل ۲۰۱۳ در هنگ کنگ اکران شد و در آخر هفته افتتاحیه خود ۳۷۶٫۵۷۷ دلار آمریکا فروخت و آن را تبدیل به دومین فیلم پرفروش باکس آفیس هنگ کنگ کرد که تنها توسط فیلم فراموشی (فیلم ۲۰۱۳) شکست خورد. این فیلم در مجموع ۶۳۹٫۱۵۵ دلار آمریکا در هنگ کنگ فروخت. این فیلم همچنان محبوبیت خود را حفظ می‌کند و در جشنواره فیلم آسیایی سن دیگو در سال ۲۰۱۳ برجسته شد.

## تولید
این فیلم به‌عنوان اولین فیلم اکشن تو به‌طور کامل در سرزمین اصلی چین فیلم‌برداری شده‌است.

## باسازی
- معتقد (فیلم ۲۰۱۸)
- در سال ۲۰۱۴، اعلام شد که یک بازسازی کره جنوبی از این فیلم وجود خواهد داشت.[۹] در ژوئیه ۲۰۱۷، کارگردانی این فیلم توسط لی هه-یونگ با بازی چو جین-وونگ در نقش اصلی و ریو جون-یول در نقش فروشنده مواد تأیید شد. و سرانجام با عنوان معتقد برای اکران سال ۲۰۱۸ برنامه‌ریزی شد.[۱۰][۱۱][۱۲][۱۳]